# Palacio Galliera (París)
El Palais Galliera (en español: Palacio Galliera), también denominado Musée de la Mode de la Ville de Paris (Museo de la Moda de la Ciudad de París), es un museo de la moda y la historia de la moda ubicado en distrito XVI de París, Francia. Anteriormente se lo denominaba Musée Galliera.
El museo está abierto al público durante exposiciones temporales, de una duración aproximada de cuatro a seis meses cada una. El museo no contaba con exhibiciones permanentes de la colección debido a problemas de conservación. Luego de su renovación será el primer museo de moda que expone su colección permanente en Francia.
Se trata de uno de los catorce museos municipales de la ciudad de París gestionados desde el 1 de enero de 2013 por el establecimiento público administrativo Paris Musées.

## Historia
Marie Brignole Sale de Ferrari, duquesa de Galliera, se convirtió en la heredera de una inmensa fortuna luego de la muerte de su esposo, el duque de Galliera, en 1876. La duquesa decidió construir a su costa un museo abierto al público para albergar su colección de obras de arte en un terreno de 17 600 m² que le pertenecía por la herencia junto a una plazoleta. Según sus deseos, un notario preparó una escritura de donación para entregar la parcela de tierra al estado francés. Sin embargo, luego de que el obsequio fuera registrado y aceptado por decreto presidencial el 30 de agosto de 1879, se descubrió que el notario había cometido un grave error. En lugar de realizar la donación a Francia, la escritura se inscribió como un obsequio para la ciudad de París. Incapaz de cambiar la escritura en este momento, el obsequio se mantuvo como estaba escrito. Finalmente donó sus colección de obras de arte al Palazzo Rosso en Génova y el edificio y la plazoleta a la ciudad de París.
La construcción del museo comenzó el 28 de mayo de 1879 con un diseño opulento del arquitecto Léon Ginain, quien también supervisó su construcción. En 1884, la duquesa entregó 6,5 millones de francos a la ciudad de París por los trabajos ya realizados y los fondos necesarios para completarlo.
La duquesa falleció el 6 de diciembre de 1888, la obra fue finalizada finalmente el 27 de febrero de 1894, y la ciudad de París recibe el museo Brignole-Galliera y la plazoleta el 1 de julio de 1894.
Fue inaugurado el 19 de diciembre de 1895 como Museo de arte industrial.

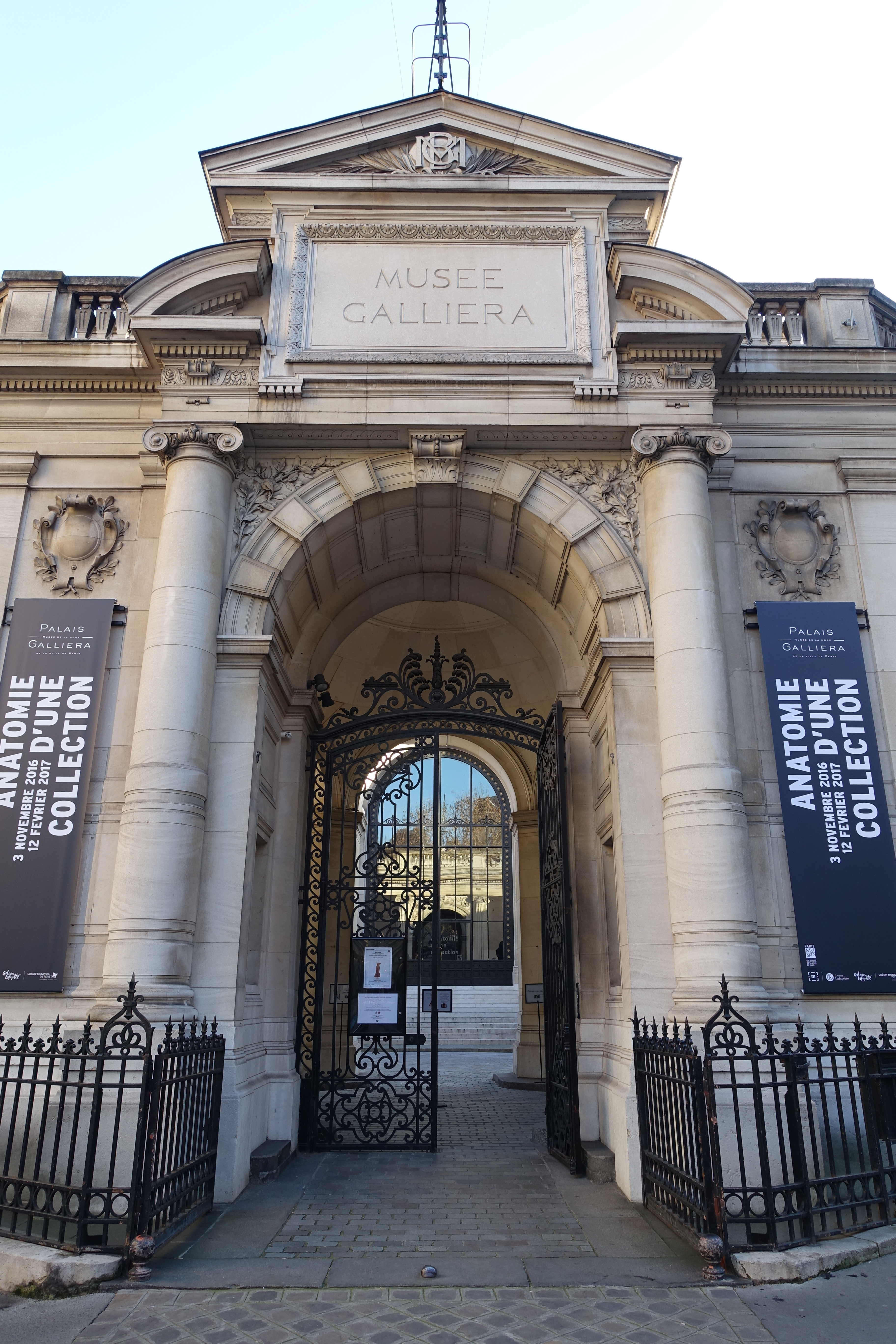
Ingreso

## El edificio
El arquitecto Léon Ginain diseñó en estilo Beaux-Arts en base al palacio que la duquesa Galliera poseía en Génova. El edificio cuenta con una fachada de piedra tallada inspirada en el estilo del renacimiento italiano y sostenido por una estructura metálica de acero realizada por la empresa de Gustave Eiffel. Sobre la fachada de la avenida del Presidente-Wilson se encuentran las estatuas que representan la Pintura, de Henri Chapu, la Arquitectura, de Gabriel-Jules Thomas, y la Escultura, de Jules Cavelier. En el interior, los mosaicos del suelo y las cúpulas son obra de Giandomenico Facchina.
En 1916 se construyó una fuente frente al museo.

## Museo de la Moda
En los años de 1920, la ciudad de París decide de crear un museo del traje y de accesorios, al recibir el legado de 2000 obras de la colección de Maurice Leloir, presidente de la Société d'histoire du costume (S.H.C.). Se comienza con la conservación de los objetos y la difusión por medio de exposiciones en el Museo Carnavalet y debido al éxito de público obtenido, se continua en el Museo de Arte Moderno de la Ciudad de París. Formalmente se creó un Museo del Traje en 1956 hasta 1971, cuando se decide buscar un espacio propio y permanente luego de treinta y una exposiciones.
Fue en 1977 que se crea e inaugura el Museo de la Moda y del Traje gestionado por la ciudad de París en el Palais Galliera. En 1997 cambia su denominación a Museo de la Moda de la Ciudad de París y en 2013 de convierte en Palais Galliera - Musée de la Mode de la Ville de Paris.
Desde 2010 a 2013 se realiza un reacondicionamiento de las salas de exposición y la puesta en valor del interior del edificio. El museo volvió a abrir sus puertas el 28 de septiembre de 2013 después de haber sido cerrado por estas importantes reformas aunque le permitió realizar una programación de exposiciones tanto en Francia como en el extranjero.
Se inicia la organización de muestras de alto impacto y gran interés del público.
El 15 de julio de 2018, el museo cerró nuevamente para trabajos de extensión en el subsuelo y de creación de un taller pedagógico, una librería-tienda y de un café exterior realizado por el arquitecto Dominique Brard. Financiada en exclusividad por la casa de costura Chanel, las galerías “Gabrielle Chanel” permiten duplicar la superficie de exposición y de instalar el primer museo permanente de la moda en Francia, que abrió el 1 de octubre de 2020. La reapertura comenzó con una muestra retrospectiva sobre Coco Chanel.

## Colección
El museo revive la historia de la moda durante exposiciones temporales, permitiendo al público de descubrir una parte de unos fondos ricos de 200 000 obras entre prendas, accesorios, fotografías y dibujos, desde las suntuosas vestimentas del siglo XVIII a los creadores contemporáneos.
Los fondos del museo contienen alrededor de 70.000 artículos y están organizados de la siguiente manera:
- Trajes: desde el siglo XVIII hasta el presente, incluida la ropa de María Antonieta, Luis XVII y la emperatriz Josefina, el vestido que usó Audrey Hepburn en Desayuno en Tiffany (1961) y exhibiciones de los principales artistas del siglo XIX y XX, diseñadores del siglo XXI como Balenciaga, Pierre Balmain, Anne-Marie Beretta, Louise Chéruit, Sonia Delaunay, Christian Dior, Jacques Fath, Mariano Fortuny, Madame Grès, Jean Paul Gaultier, Givenchy, Paul Poiret, Paco Rabanne, Yves Saint Laurent y Elsa Schiaparelli.
- Ropa interior: una excelente colección de slips, corsés, crinolinas, etc.
- Accesorios: incluidas joyas, bastones, sombreros, abanicos, carteras, bufandas, guantes (incluido un par de propiedad de Sarah Bernhardt), sombrillas y paraguas.
- Artes gráficas y fotografía: sellos, dibujos, fotografía, anuncios, etc. Del archivo de fotografías de destacan las de Henry Clarke recibidas en 1997.[17]

Cuenta con depósitos descentralizados, atelieres de conservación preventiva y restauración textil, salas de limpieza museólogica y estudio fotográfico.
Posee una biblioteca y centro de recursos especializados, solo accesible mediante cita previa..

## Exposiciones
Las exhibiciones presentadas permiten conocer diferentes creadores, tipologías, estilos, épocas o guardarropas de celebridades. Algunas de estas muestras estuvieron dedicadas a: Jeanne Lanvin, los años 50, Azzedine Alaïa, Comme des Garçons, alta costura, Madame Grès, el siglo XVIII, la crinolina, los años locos, Jean-Charles de Castelbajac, los desfiles de moda, Sylvie Vartan, Marlene Dietrich, Madame Carven, Henry Clarke, Dalida, Sonia Rykiel, Mariano Fortuny o Martin Margiela.

## Cultura popular
El museo ha servido como decorado en los largometrajes:
- 1983 : Papy fait de la résistance de Jean-Marie Poiré
- 1986 : El rayo verde de Éric Rohmer
- 2002 : Monsieur Batignole de  Gérard Jugnot
- 2004 : Distrito 13 de Pierre Morel
- 2006 : El diablo se viste de Prada / El diablo viste a la moda de David Frankel[22]
- 2009 : El ejército del crimen de Robert Guédiguian
- 2010 : Inception de Christopher Nolan[23]
- 2016 : Cézanne et moi de Danièle Thompson